# Monteverdi 250 Z
De Monteverdi 250 Z was een prototype van een rudimentaire terreinwagen die door de Zwitserse autofabrikant Monteverdi in 1979 werd voorgesteld. De wagen was de burgerversie van de Military 230 M terreinwagen die door Monteverdi ontworpen werd voor het Zwitserse leger.

## Geschiedenis
Door de oliecrisis van 1973 was de vraag naar luxe sportwagens sterk teruggelopen. Dat merkte Monteverdi ook in de verkoopcijfers van zijn High Speed-reeks. In 1976 schakelde Monteverdi daarom over op de productie van luxe SUV's.
In 1976 probeerde Peter Monteverdi een samenwerking op te zetten met vrachtwagenfabrikant Saurer voor de productie van het chassis en de carrosserie die hij ontwikkeld had voor zijn nieuwe Safari SUV. In datzelfde jaar contacteerde Monteverdi ook de "Gruppe für Rüstungsdienste" (GRD), de Zwitserse federale bewapeningsdienst, met een voorstel om de Safari of een vereenvoudigde versie ervan aan het Zwitserse leger te leveren. Beide contacten leverden uiteindelijk niets op. De GRD schoof een antwoord op de lange baan en ook met Saurer kon hij geen overeenkomst bereiken. Daarom besliste hij om de Safari te laten bouwen door Fissore op het originele chassis van de International Harvester Scout.
De SUV-activiteiten van Monteverdi waren succesvol. De Safari, waarvan het ontwerp gebaseerd was op de Range Rover, verkocht goed in Europa en in het Midden-Oosten. Daarom bracht Monteverdi in 1978 een tweede, goedkopere SUV op de markt, de Sahara, die niet alleen het chassis maar op enkele details na ook de volledige carrosserie van de Scout overnam. Tezelfdertijd werkte Monteverdi aan een open terreinwagen om de concurrentie met de Land Rover aan te gaan. Saurer was nu wel geïnteresseerd in het bouwen van zo'n voertuig en bezorgde de GRD-specificaties aan Monteverdi zodat de plannen konden aangepast worden aan de legervoorschriften. Financiële onenigheden leidden echter tot het afbreken van de onderhandelingen met Saurer.
In de herfst van 1978 kreeg Monteverdi van de GRD te horen dat er helaas geen behoefte was aan een militaire versie van de Safari. Toen hij echter zijn plannen voor zijn nieuwe terreinwagen, de Military 230 M, presenteerde nam de GRD het voertuig op in zijn evaluatie en kreeg Monteverdi de opdracht om tegen 1 januari 1979 een prototype af te leveren. Daarop kwam de samenwerking tussen Saurer en Monteverdi wel tot stand. Het prototype werd in januari 1979 afgeleverd en de Military 230 M werd later dat jaar op het Autosalon van Genève aan het grote publiek voorgesteld.
Ondertussen werkte Monteverdi ook aan twee bijkomende prototypes: De Military 260 F, een minibus met veertien zitplaatsen en de Military 250 Z Zivil, een civiele versie van de Military 230 M met een 20 cm langere wielbasis.
Saurer kocht de rechten op het project, met de bedoeling om de voertuigen te gaan leveren aan het Zwitserse leger. Dat ging uiteindelijk niet door omdat het leger voor de Puch 230GE koos.

## Ontwerp
Het chassis van de 250 Z bestaat uit een buizenframe met starre assen voor- en achteraan. De terreinwagen wordt aangedreven door een 3,2L IH viercilindermotor van 87 pk, goed voor een topsnelheid van 150 km/u. De aandrijflijn bevat een manuele vierbak en een reductiekast. Er kan manueel omgeschakeld worden tussen achterwiel- en vierwielaandrijving. De wagen beschikt over schijfremmen vooraan en trommelremmen achteraan. Een drietraps automatische versnellingsbak en stuurbekrachtiging zijn optioneel.